# 이슬기 (남자 축구인)
이슬기(1986년 9월 24일 ~ )는 대한민국의 전직 남자 축구 선수였다.

## 축구인 생활

### 선수 생활
2009 K리그 드래프트에서 대구 FC에 1순위로 지명되어 입단하였으며, 데뷔 시즌부터 팀의 주전으로 중용받았다. 그해 유병수, 김영후와 함께 신인왕 후보에 올랐고 컵대회에서는 도움왕을 수상하기 하였다.2010년 11월 29일 송창호와 트레이드되어 포항 스틸러스에 입단하였다.
2011년 11월 소속팀 포항 스틸러스가 박성호를 영입하는 조건으로 김동희와 이슬기를 대전 시티즌으로 내주는 계약에 합의하여 대전으로 이적하였다. 하지만 허리 부상으로 2년 간 재활을 거치면서 많은 경기에 출전하지는 못하였다.
이후 군 문제로 K3리그의 화성 FC에 입단하여 활약하였으며, 2015년 7월 인천 유나이티드로 이적하여 K리그 무대로 복귀하였다. 시즌 종료 이후에 FC 안양으로 이적했고, 2016 시즌을 끝으로 그라운드를 떠났다.

### 지도자 경력
은퇴 후 SPO TV 해설 위원과 서울 이랜드 스카우터를 겸임하다가 2019년 강원 FC 코치로 활동하고 있다.
2021년, 강원 FC B팀 감독으로 부임하였다. 2022년부터 황진성 감독과 함께 풋볼A를 운영하고 있다